# Vasilija
Vasilija je žensko osebno ime.

## Izvor imena
Ime Vasilija je ženska oblika  imena Vasilij.

## Izpeljanke imena
- Vase, Vasenka, Vasilja, Vasiljevna, Vasija, Vasilisa,  Vasilka, Vasiljka, Vasja, Vaska
- Skrajšana oblika imena Vasja je enaka moškemu imenu Vasja, ki je precej pogosto.Za ženske in moške osebe se uporabljata še različici Vasa in Vase, medtem ko ima različica Vasko ustrezno žensko obliko Vaska, različica Vasa pa tudi moško obliko Vaso.

## Pogostost imena
Po podatkih Statističnega urada Republike Slovenije je bilo na dan 31. decembra 2007 v Sloveniji 52 oseb z imenom Vasilija.

## Osebni praznik
V koledarju je Vasilija uvrščena k imenu Vasilij oziroma Bazilij god praznuje 2. januara.